# Brigham City, Utah
Orașul Brigham City este sediul comitatului Box Elder,  statul Utah, Statele Unite ale Americii. Populația orașului, conform recensământului Statelor Unite din anul 2000, era de 17.412  de locuitori.